# Evenes
Evenes (Bắc Sami: Evenášši) là một đô thị ở hạt Nordland, Na Uy. Nó là một phần của khu vực Ofoten. Trung tâm hành chính của đô thị này là làng Bogen.
Các đô thị cũ của Ofoten được chia thành Evenes và Ankenes ngày 1 tháng 1 năm 1884. Ballangen đã được tách ra từ Evenes ngày 1 tháng 7 năm 1925. 